# Jean-Marie Adiaffi
Œuvres principales
- Yale Sonan (1969)
- La carte d'identité (1980)
- D'éclairs et de foudres (1980)
- La légende de l'éléphanteau (1983)
- Galerie infernale, CEDA (1984)
- Silence, on développe (1992)
- Lire Henri Konan Bédié, Le rêve de la graine (1996)
- Les naufragés de l'intelligence (2000)

Compléments
- Cofondateur (avec Paul Ahizi) de l'AECI

Jean-Marie Adé Adiaffi ou Jean-Marie Adiaffi, né à Bettié, le 1er janvier 1941 et mort à Abidjan le 15 novembre 1999, est un écrivain, scénariste, cinéaste et critique littéraire ivoirien. Il étudie le cinéma à l'IDHEC, puis la philosophie à la Sorbonne avant de l'enseigner dans son pays d'origine. Il publie son premier recueil de poèmes, Yalé Sonan, en 1969. Son roman La Carte d'identité (1980), réflexion sur l’aliénation africaine postcoloniale, reçoit le grand prix littéraire d'Afrique noire. Viendront ensuite d'éclairs et de foudre (1980), puis La Galerie infernale (1984), Silence, on développe (1992). Attaché à la modernisation des religions africaines, il est le créateur du terme « bossonisme », néologisme désignant un génie auquel est rendu un culte.

## Biographie
Jean-Marie Ade Adiaffi est né, le 1er janvier 1941 à Bettié, dans la région d'Abengourou. Ayant perdu très tôt ses parents, il est élevé par Augustin Adépra, son oncle maternel. Il effectue son cycle primaire au village, ses études secondaires à Bingerville, puis émigre en France où il obtient son baccalauréat. Adiaffi s'inscrit à l'IDHEC (Institut des hautes études cinématographiques), puis effectue un stage à l'OCORA (Office de Coopération Radiophonique) d'où il sort en qualité de réalisateur de télévision et de cinéma.
Revenu à Abidjan pour exercer son métier à la télévision ivoirienne, il n'approuve pas les conditions de travail dans cette structure et retourne en France en 1966 pour préparer sa licence et sa maîtrise de philosophie à la Sorbonne. Il y obtient son CAPES et revient à nouveau en Côte d'Ivoire en 1970, pour enseigner la philosophie dans divers lycées et collèges dont le Lycée classique d'Abidjan.

## Son œuvre
Adiaffi entame sa création littéraire en 1969 par la publication de Yale Sonan, puis après plus d'une décennie de silence, reprend sa production en 1980 en publiant La Carte d'identité et d’éclairs et de foudres, un recueil de poèmes. Suivront d'autres recueils de poèmes, mais également plusieurs romans et un essai.[Lesquels ?]
Ainsi, issu d'une formation de réalisateur de cinéma et de télévision, mais également enseignant de philosophie, Jean-Marie Adiaffi s'affirme surtout en littérature, se présentant comme l'un des écrivains ivoiriens les plus talentueux et les plus novateurs. Il présente une « écriture éclatée », le mélange des genres ou le "genre sans genre", comme il se plaisait à qualifier lui-même sa littérature ; d'où le qualificatif de "N'zassa", cette étoffe résultant de l'agencement de plusieurs morceaux de tissu multicolores. Et les mots s'entrechoquent dans cette littérature comme "des éclairs et des foudres", développant les thèmes de la liberté et de l'indépendance. Il use d'un langage virulent où les mots, précieux et triviaux, se mêlent pour constituer ces "coups de pilon dans la gueule des oppresseurs". En un mot, une écriture puissante au service d'un engagement poétique et politique sans borne pour la liberté et la libération des peuples opprimés.
Par ailleurs, l'œuvre de Jean-Marie Adiaffi est un produit des influences multiples. Elle est tributaire en particulier des auteurs présocratiques, surtout Parménide et Héraclite, des symbolistes tels qu'Eluard, Rimbaud et Lautréamont, des auteurs de la Négritude, notamment Césaire. Elle tient également de la culture Agni.
Sous le titre général de "Assonan Attin" (la piste de la libération), cette littérature est axée sur le projet d'une trilogie : le roman, la poésie et le théâtre. Mais seuls deux axes ont été réalisés : le roman avec "La Carte d'identité", "Silence, on développe" et "Les naufragés de l'intelligence", et la poésie comportant deux titres : "La galerie infernale" et "d'éclairs et de foudres". Le troisième recueil devrait porter le titre de "A l'Orée de ma montagne de Kaolin". Toutefois, "Yalé Sonan" et "La légende de l'éléphanteau", un conte pour enfant, publié en 1983, ne font pas partie de cette trilogie.

## Le bossonisme
Jean-Marie Adiaffi est aussi l'inventeur du concept du bossonisme – de bosson, génie en agni – présenté comme « la religion des Africains »,. Pour ADIAFFI, la colonisation a commencé par le spirituel (l'action des missionnaires), la libération doit donc se réaliser par le spirituel. Le bossonisme, autre nom de l'animisme – terme qu'il récusait – apparaît alors comme une théorie de la revalorisation de la « spiritualité africaine ». Ce concept constitue également pour Adiaffi une « théologie de libération africaine ».

## Publications
- 1969 : Yale Sonan, Paris, Promotion et Edition (poésie) ;
- 1980 : La carte d'identité, Paris, Hatier (roman) ;
- 1980 : D'éclairs et de foudres, Abidjan, CEDA (poésie) ;
- 1983 : La légende de l'éléphanteau (livre jeunesse), Abidjan, Editions de l'Amitié ;
- 1984 : Galerie infernale, CEDA (poésie) ;
- 1992 : Silence, on développe, Ivry sur Seine/Dakar, Nouvelles Du Sud, (roman) ;  (ISBN 2879310059)
- 1996 : Lire Henri Konan Bédié, Le rêve de la graine, Abidjan, Neter (essai) ;
- 2000 : Les naufragés de l'intelligence, Abidjan, CEDA (roman).

## Autres productions
Filmographie
- 1993 : Au nom du Christ. Réalisation : Roger Gnoan M'Bala ; Production : Amka Films Productions, S.A. Jean-Marie Adiaffi est associé à ce film en qualité de scénariste ;
- 1997 : Une couleur café. Réalisation : Henri Duparc ; Production : Amka Films Productions, S.A. Jean-Marie Adiaffi est associé à ce film en qualité d'acteur ;
- 2000 : Adanggaman. Réalisation : Roger Gnoan M'Bala ; Production : Tiziana Soudani. Jean-Marie Adiaffi est associé à ce film en qualité de scénariste.

Discographie
- 2000 : Fleuve atlantique, une compilation alliant musique et poésie. Jean-Marie Adiaffi est associé à cette œuvre en qualité de musicien et écrivain.

Spectacles
- 2000 : Mélédouman, le prince sans nom. Une œuvre théâtrale de Philippe Auger, mise en scène par Philippe Adrien avec Fortune Bateza, d'après La Carte d'identité de Jean-Marie Adiaffi.

## Distinctions
- 1981 : Grand prix littéraire d'Afrique noire pour La carte d'identité[8];
- 2000 : Prix Bernard Dadié pour Les naufragés de l'intelligence (à titre posthume)[9];
- 1991 : Chevalier du mérite culturel.